# Comisión de Remo Donostia
La Comisión de Remo Donostia fue un club de remo de San Sebastián fundado en 1968.
Tras la época de los clubes donostiarras Esperanza y Jaizkibel, fue la encargada de formar la trainera de la ciudad, y aglutinaba a los remeros de Ur-Kirolak y Arraun Lagunak en los años en que estos clubs todavía no botaban trainera regularmente. Posteriormente, fueron varias traineras donostiarras las que competían en la misma temporada, y C. R. Donostia compartió ciertas temporadas con las trainera de Ur-Kirolak, Arraun Lagunak y Fortuna.
Finalmente, en 1996 se fusionó con Arraun Lagunak, creando Donostia Arraun Lagunak.
Fue habitual en la Bandera de la Concha hasta 1989. Obtuvo una tercera plaza como mejor clasificación (1981).
Ganó la regata clasificatoria de la Concha en 1976 (en aquel tiempo se celebraba en Fuenterrabía), e igualmente, resultó vencedor en la regata de clasificación entre las embarcaciones donostiarras en 1984 y 1989.

## Palmarés
- Regata clasificatoria de la Concha (1): 1976
- Bandera de Navarra (1): 1978
- Memorial Bedia (Pedreña): 1984